# سفارة البرازيل في بلجيكا
سفارة البرازيل في بلجيكا هي أرفع تمثيل دبلوماسي لدولة البرازيل لدى بلجيكا. تقع السفارة في بروكسل وهي تهدف لتعزيز المصالح البرازيلية في بلجيكا.

## وصلات خارجية
- قائمة سفارات البرازيل
- قائمة السفارات في بلجيكا